# شاتيلوس (إزار)
شاتيلوس (بالفرنسية :Châtelus) هي بلدية وقرية في إقليم إزار في جنوب شرق فرنسا.